# كأس ديفيز 1952
كأس ديفيز 1952 هو الموسم 41 من  كأس ديفيز. فاز فيه منتخب أستراليا لكأس ديفيز.